# Hipparchia fatuaeformis
Hipparchia fatuaeformis är en fjärilsart som beskrevs av Ruggero Verity 1919. Hipparchia fatuaeformis ingår i släktet Hipparchia och familjen praktfjärilar. Inga underarter finns listade i Catalogue of Life.